# Bismula
Bismula ist eine Gemeinde (Freguesia) im portugiesischen Kreis Sabugal. In ihr leben 190 Einwohner (Stand 19. April 2021).